# Oecothea desertorum
Oecothea desertorum är en tvåvingeart som beskrevs av Gorodkov 1959. Oecothea desertorum ingår i släktet Oecothea och familjen myllflugor. Inga underarter finns listade i Catalogue of Life.